# Friedrich Müller (Landrat)
Friedrich Leopold Müller (* 13. Oktober 1890 in Dresden; † 10. Juli 1950 in Marienberg) war ein deutscher Jurist, Amtshauptmann und Landrat.

## Leben und Wirken
Er war der Sohn des Kaufmanns Carl Leopold Müller. Nach Schulbesuch, Studium der Rechtswissenschaften und Promotion legte er am 10. April 1920 die juristische große Staatsprüfung ab. Zum 1. Oktober 1931 trat er der NSDAP bei (Mitgliedsnummer 670.545) und war Schulungswart der NSDAP-Ortsgruppe Oelsnitz/Vogtl.
Mit Wirkung vom 1. Mai 1933 wurde er zum Amtshauptmann in der Amtshauptmannschaft Marienberg im sächsischen Erzgebirge ernannt. Er blieb dort, ab 1. Januar 1939 mit der neuen Amtsbezeichnung Landrat, bis zu seiner im November 1939 angeordneten Versetzung als Landrat in den Landkreis Zwickau. Dafür sollte der dortige Landrat Horst Laube seine Stelle in Marienberg übernehmen. Bereits im Dezember 1939 wurde die Versetzung bis auf Weiteres verschoben und Müller blieb bis zum Ende des Zweiten Weltkrieges als Landrat in Marienberg.
Er führte einige Jahre lang die Außenstelle Marienberg des Sicherheitsdienstes (SD) und blieb nach ihrer Schließung 1943 weiterhin als Repräsentant des SD tätig. In der SS, der er seit dem 1. September 1933 angehörte, hatte er zuletzt den Rang eines SS-Sturmbannführers inne (SS-Nummer 107.249).
Sein Grab befindet sich auf dem Johannisfriedhof Tolkewitz.